# Willem van Ingen

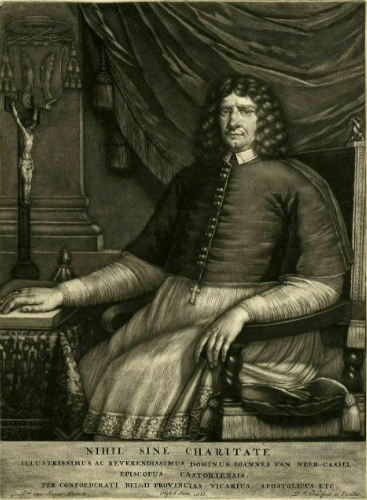
Johannes van Neercassel (naar een schilderij van Willem van Ingen)

Willem van Ingen (Utrecht, circa 1651 – Amsterdam, 6 april 1708) was een Noord-Nederlandse schilder, gespecialiseerd in portretten en historiestukken.
Hij werd geboren in Utrecht en begon zijn opleiding waarschijnlijk bij Anthonie Claesz de Grebber in Amsterdam. In 1670 reisde hij naar Rome, waar hij leerling werd van de beroemde schilder Carlo Maratta. Van Ingen sloot zich aan bij de Bentvueghels, een broederschap van kunstenaars in Rome, waar hij de bentnaam "De Eerste" kreeg. Tijdens zijn verblijf in Italië werkte hij in Venetië mogelijk bij Valentin Lefèbvre, en in Napels. In 1672 keerde Van Ingen terug naar Nederland en vestigde zich in Utrecht, waar hij tot 1681 actief was. In 1672 werd hij lid van het Sint-Lucasgilde in Utrecht. In 1681 verhuisde hij naar Amsterdam, waar hij op 9 mei trouwde met Anna Catarina Wellekens. In 1685 kreeg hij een belangrijke opdracht voor de katholieke kerk in Leiden. Hij bleef actief in Amsterdam tot aan zijn dood in 1708.
Willem van Ingen was ook bekend onder de naam Guillelmo van Ingen en gaf les aan Albert van Spiers.
- Biografisch Portaal: 76827308
- Digitale Bibliotheek voor de Nederlandse Letteren: inge033
- RKD-Nederlands Instituut voor Kunstgeschiedenis: 41046
- Union List of Artist Names: 500105137
- Virtual International Authority File: 96464373